# Meridiano 43 E
O meridiano 43 E é um meridiano que, partindo do Polo Norte, atravessa o Oceano Ártico, Europa, Ásia, África, Oceano Índico, Oceano Antártico, Antártida e chega ao Polo Sul. Forma um círculo máximo com o meridiano 137 W.
Começando no Polo Norte e tomando a direção Sul, o meridiano 43º Este tem os seguintes cruzamentos:
| País, território ou mar | Notas |
| ----------------------- | --- |
| Oceano Ártico           | |
| Mar de Barents          | |
| Mar Branco              | |
| Rússia                  | |
| Geórgia                 | |
| Turquia                 | |
| Iraque                  | |
| Arábia Saudita          | |
| Iêmen                   | |
| Oceano Índico           | Mar Vermelho |
| Eritreia                | |
| Djibuti                 | |
| Oceano Índico           | Golfo de Tadjoura |
| Djibuti                 | |
| Somália                 | Somalilândia |
| Etiópia                 | |
| Somália                 | |
| Oceano Índico           | Passa a oeste da ilha Grande Comore, Comores · Passa a leste da Ilha de João da Nova, Terras Austrais e Antárticas Francesas · Passa a oeste da costa de Madagáscar |
| Oceano Antártico        | |
| Antártida               | Terra da Rainha Maud, reivindicada pela Noruega |